# Polanco (Uruguai)
Polanco és una localitat de l'Uruguai, ubicada al centre-oest del departament de Lavalleja.
Es troba a 120 metres sobre el nivell del mar. Té una població aproximada de 700 habitants.